# ريان ستيفنسون (لاعب كريكت)
ريان ستيفنسون (2 أبريل 1992 في المملكة المتحدة - ) (بالإنجليزية: Ryan Stevenson)‏ هو لاعب كريكت بريطاني. لعب مع نادي مقاطعة هامبشاير للكريكت ‏ وDevon County Cricket Club ‏.

## وصلات خارجية
- ريان ستيفنسون على موقع إي آس بي آن كريك إنفو (الإنجليزية)